# Balciszki (sielsowiet Opsa)
Balciszki – dawny folwark. Tereny, na których był położony, leżą obecnie na Białorusi, w obwodzie witebskim, w rejonie brasławskim, w sielsowiecie Opsa.

## Historia
W latach 1921–1939 początkowo zaścianki a następnie folwark leżał w Polsce, w województwie nowogródzkim (od 1926 w województwie wileńskim) w powiecie brasławskim w gminie Dryświaty.
Według Powszechnego Spisu Ludności z 1921 roku były dwa zaścianki Balciszki I i II. 
- Balciszki I – zamieszkiwało 19 osób, 3 były wyznania rzymskokatolickiego a 16 prawosławnego. Jednocześnie 3 mieszkańców zadeklarowało polską przynależność narodową a 16 rosyjską. Były tu 2 budynki mieszkalne[4].
- Balciszki II – zamieszkiwało 7 osób, wszystkie były wyznania rzymskokatolickiego i zadeklarowały polską przynależność narodową. Był tu 1 budynek mieszkalny[4].

W 1931 istniał tylko folwark, gdzie w 1 domu zamieszkiwało 5 osób.
Miejscowość należała do parafii rzymskokatolickiej i prawosławnej w Dryświatach. W 1933 podlegała pod Sąd Grodzki w Opsie i Okręgowy w Wilnie; właściwy urząd pocztowy mieścił się w Mieżanach.